# Roman Ruděnko
Roman Andrijovyč Ruděnko (ukrajinsky Роман Андрійович Руденко, rusky Роман Андреевич Руденко; 25. červencejul./ 7. srpna 1907greg., Nosivka – 23. ledna 1981, Moskva) byl ukrajinský sovětský právník.
V letech 1944–1953 působil jako prokurátor Ukrajiny, v letech 1953–1981 jako generální prokurátor SSSR. Aktivně se podílel na vraždění polských zajatců, které vešlo do dějin pod názvem Katyňský masakr.
V Norimberském procesu byl hlavním žalobcem za Sovětský svaz. Zajímavostí je, že některé z obžalovaných obžaloval i ze zabití polských zajatců, na kterém se sám podílel.
Jako žalobce vystupoval mimo jiné v Procesu šestnácti či v případě soudu se zajatým americkým pilotem Francisem Gary Powersem.